# Cimetière de Beynost
Le cimetière de Beynost est un cimetière à Beynost dans l'Ain en France. Il se trouve sur les hauteurs de la (première) église Saint-Julien de Beynost.

## Description
Il y a deux croix dans le cimetière de Beynost :
- une croix en pierre, monolithique, datant de 1885[1] ;
- une croix métallique.

Le cimetière dispose d'un jardin du souvenir.

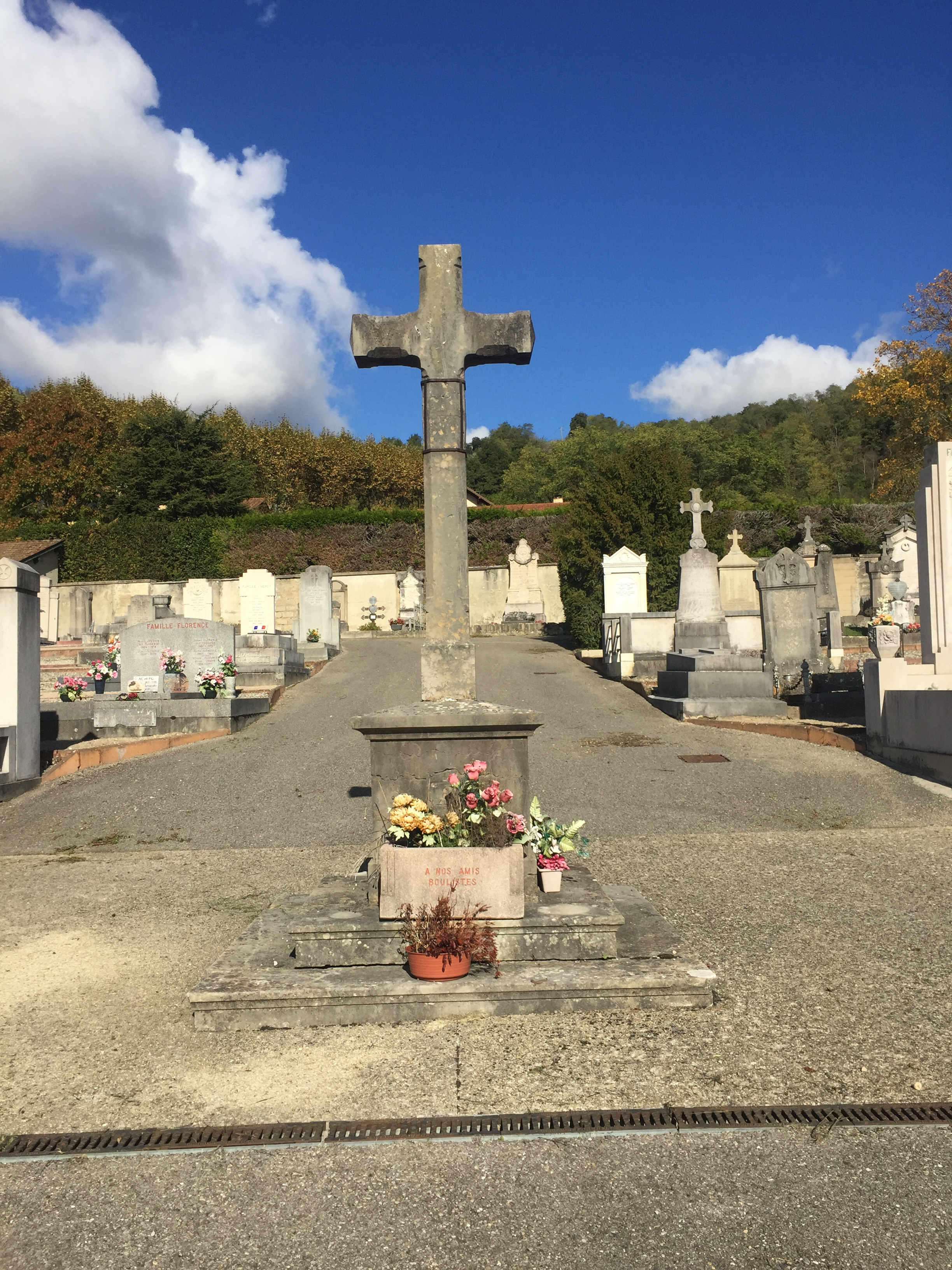
Croix du cimetière en pierre.
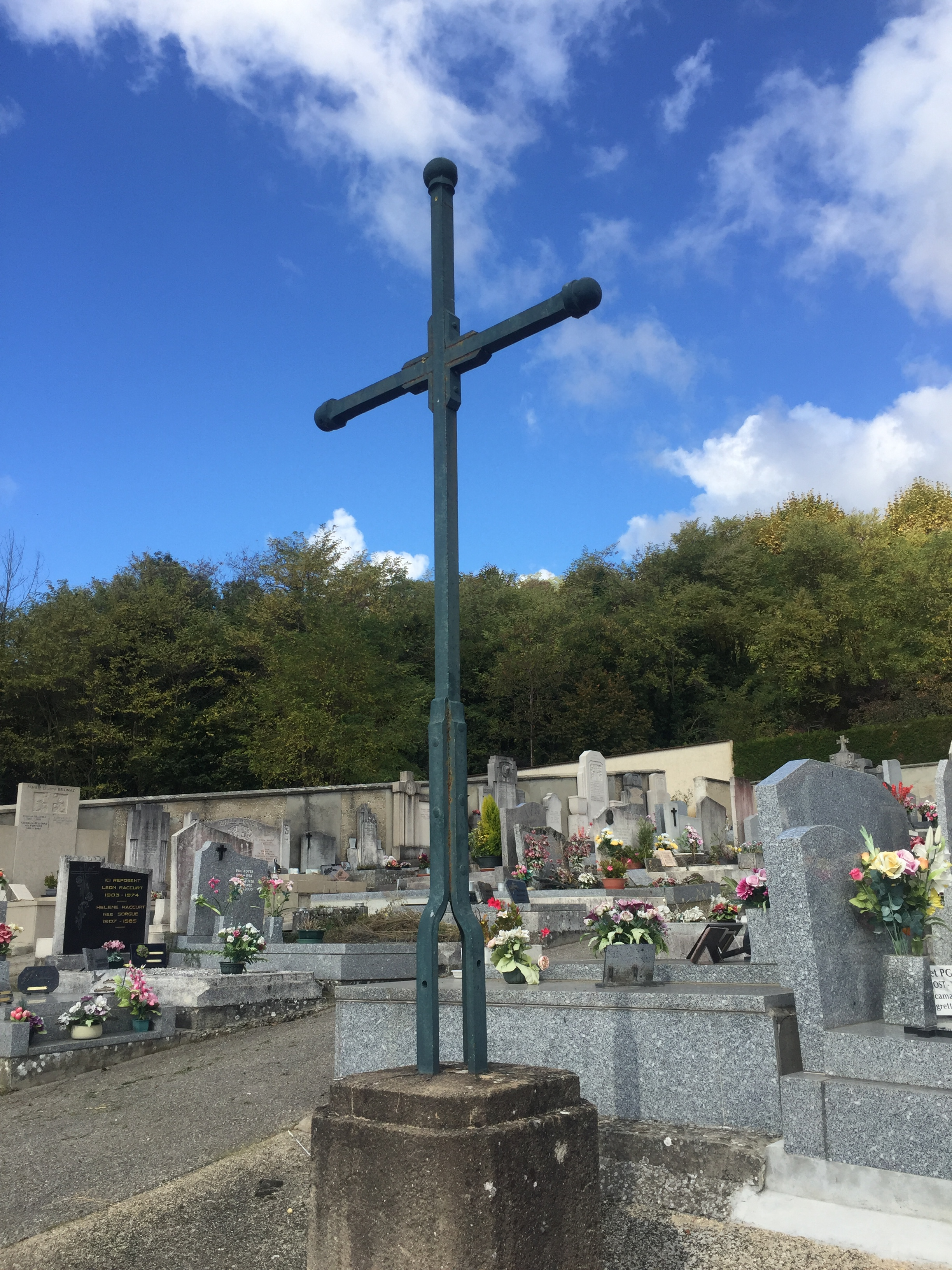
Croix du cimetière en métal.
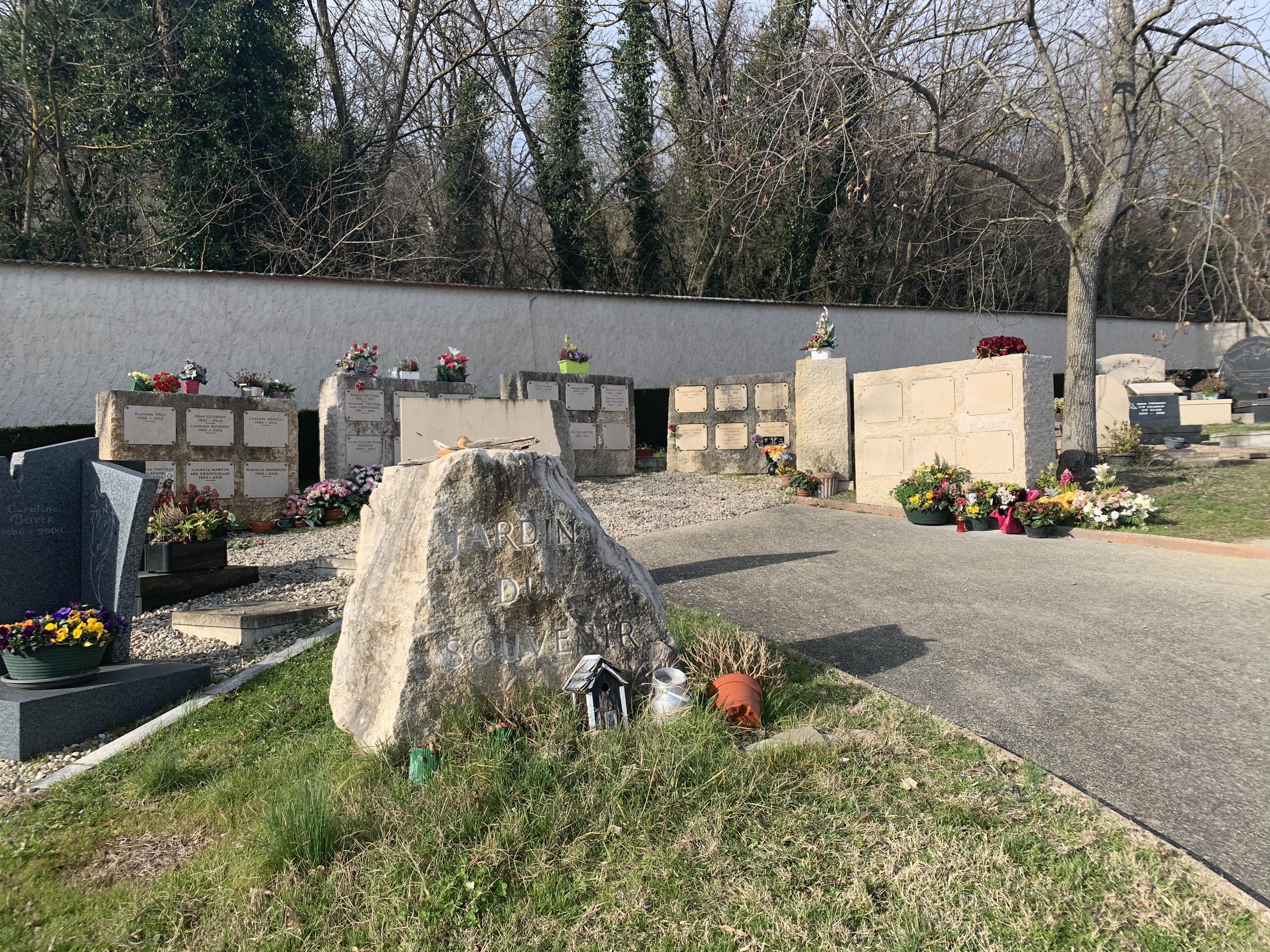
Jardin du souvenir.

## Personnalités inhumées
Plusieurs personnalités sont inhumées dans le cimetière Saint-Martin en particulier des personnalités liées au monde médical ou à la science.

### Personnalités scientifiques
- Alexandre Lacassagne (1843-1924), médecin, dans le caveau dans lequel son fils Jean Lacassagne (1886-1960), médecin, et son gendre Albert Policard sont également inhumés[3].

- Le caveau voisin est celui de la famille de Joseph Rollet (1824-1894),médecin, beau-père d'Alexandre Lacassagne.

- Jean Beauverie (1874-1938), botaniste et mycologue.

- Henry Gabrielle (1887-1968), médecin militaire et maire de Beynost de 1945 à 1965.

- Antoine Magnin (1848-1926), médecin et botaniste.

- Louis Mansuy (1909-1988), neurochirurgien.

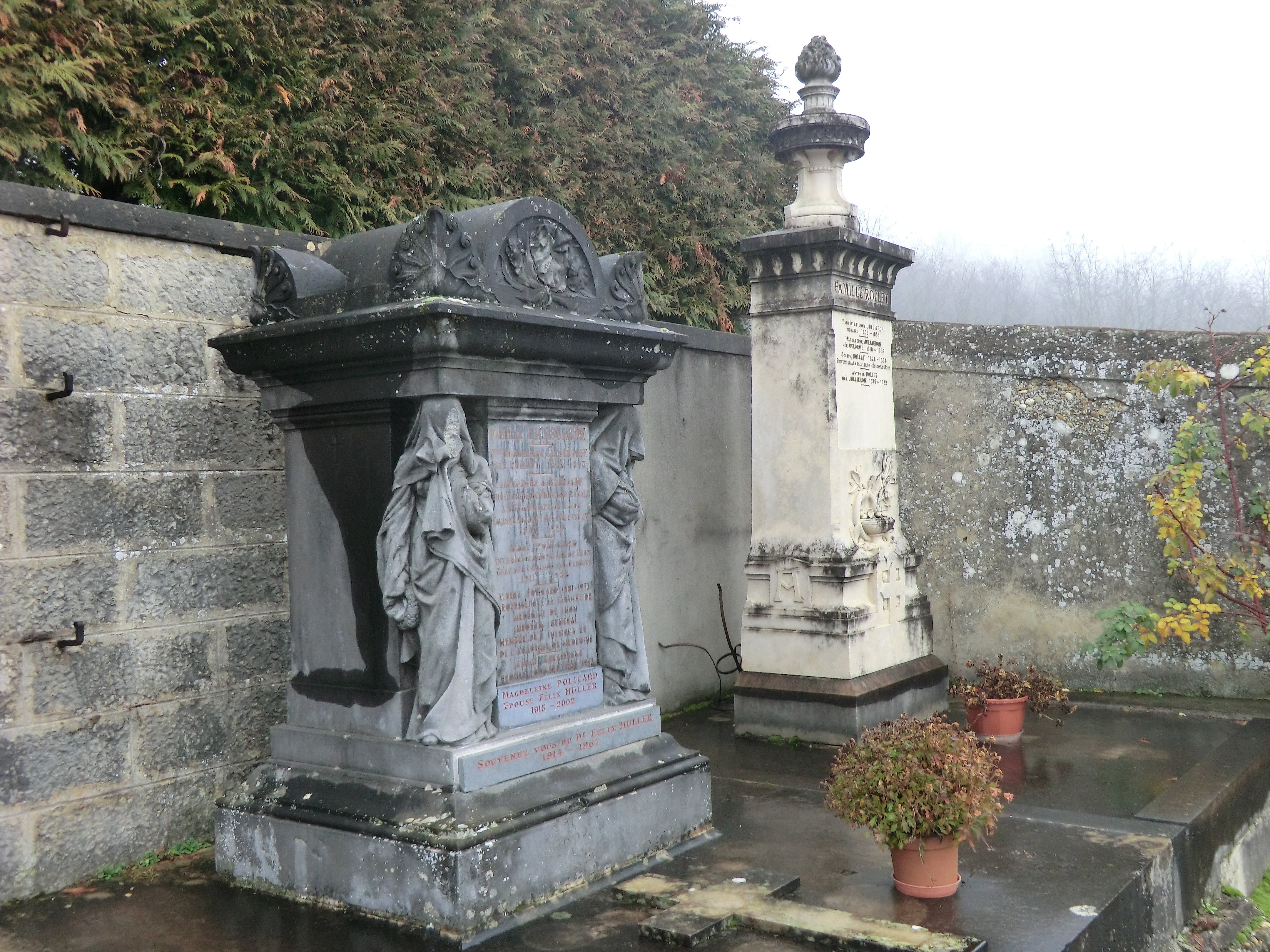
Au premier plan, la tombe d'Alexandre et de Jean Lacassagne ; au second plan, la tombe de Joseph Rollet.
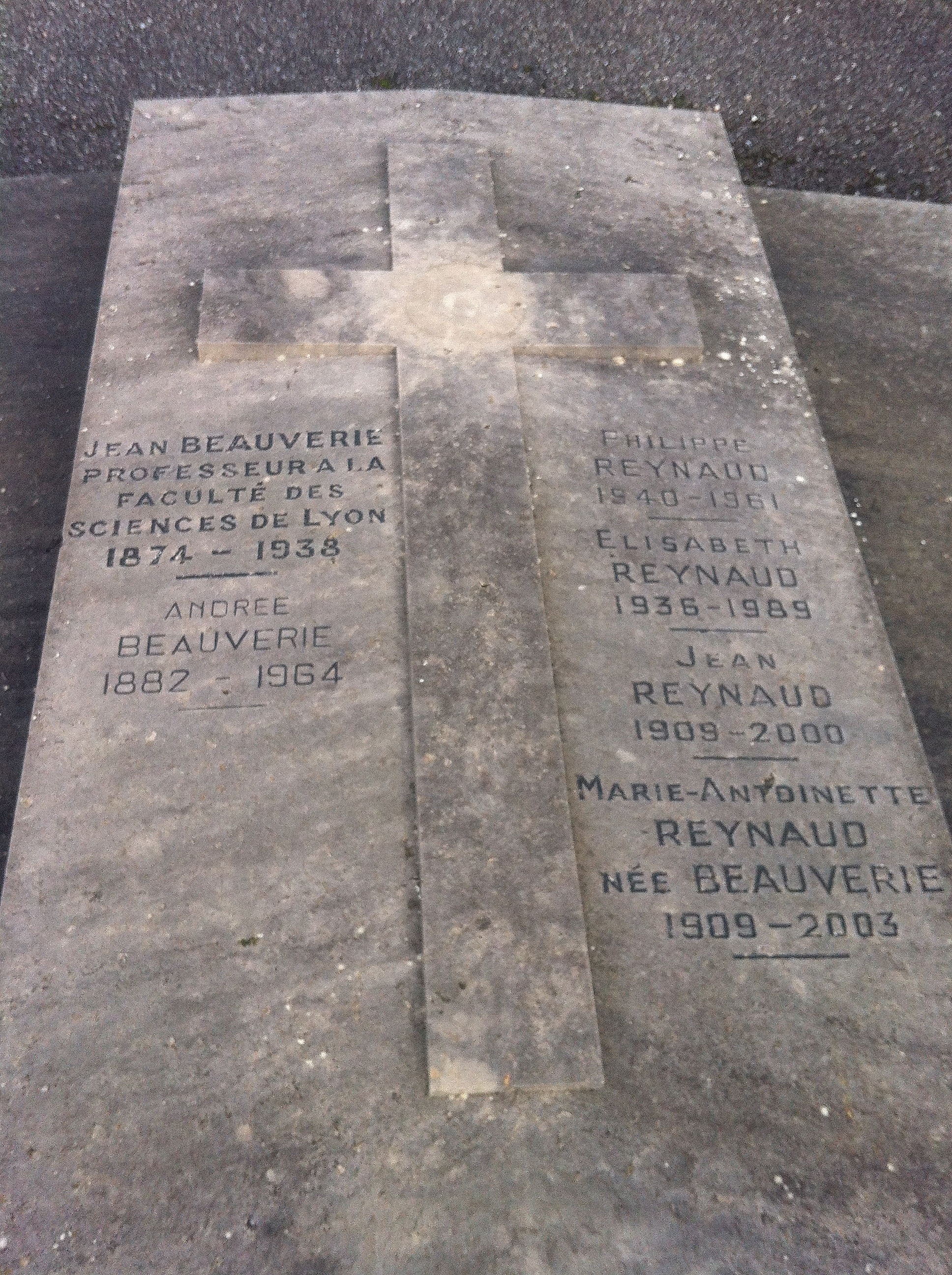
Tombe de Jean Beauverie.
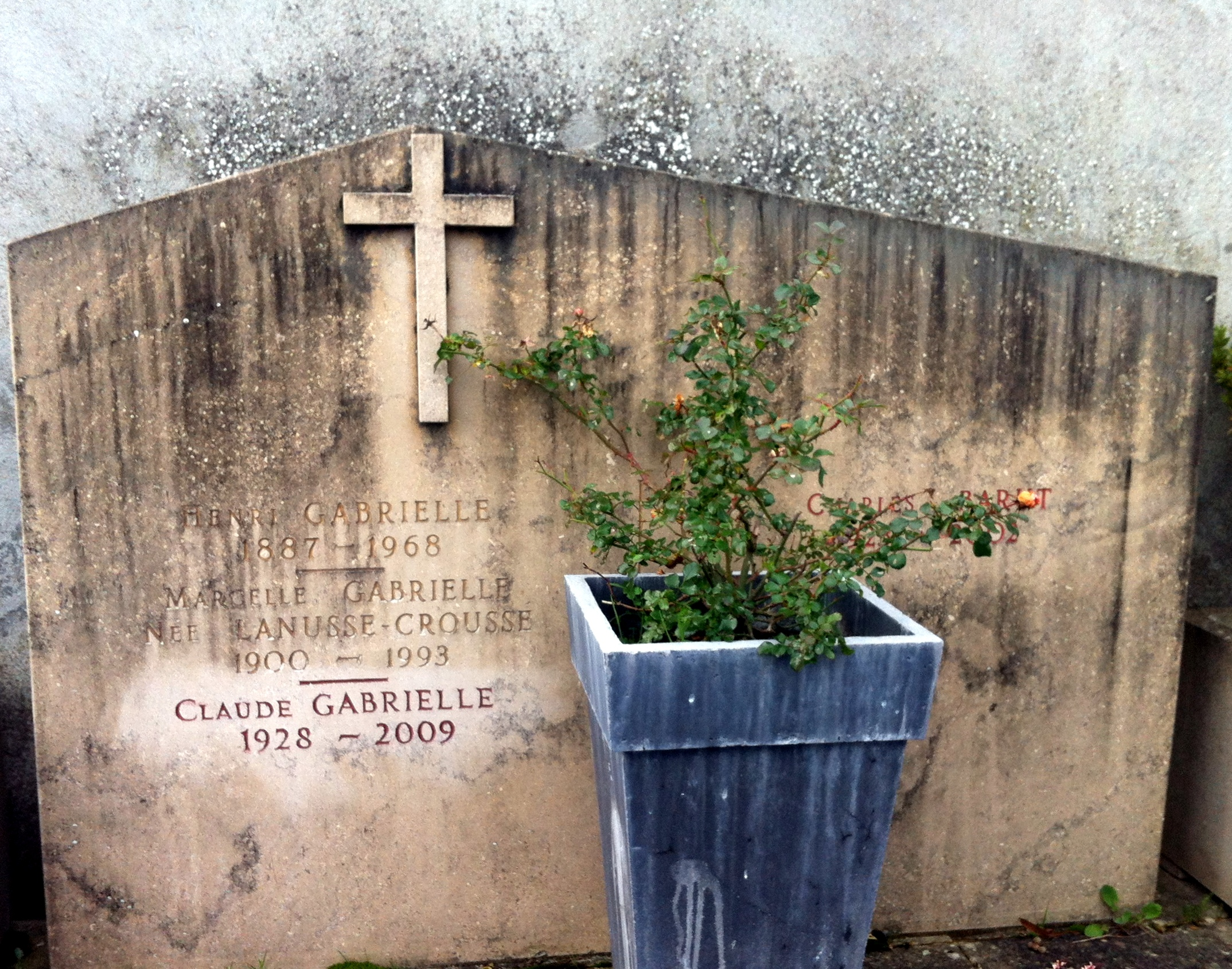
Tombe d'Henry Gabrielle.
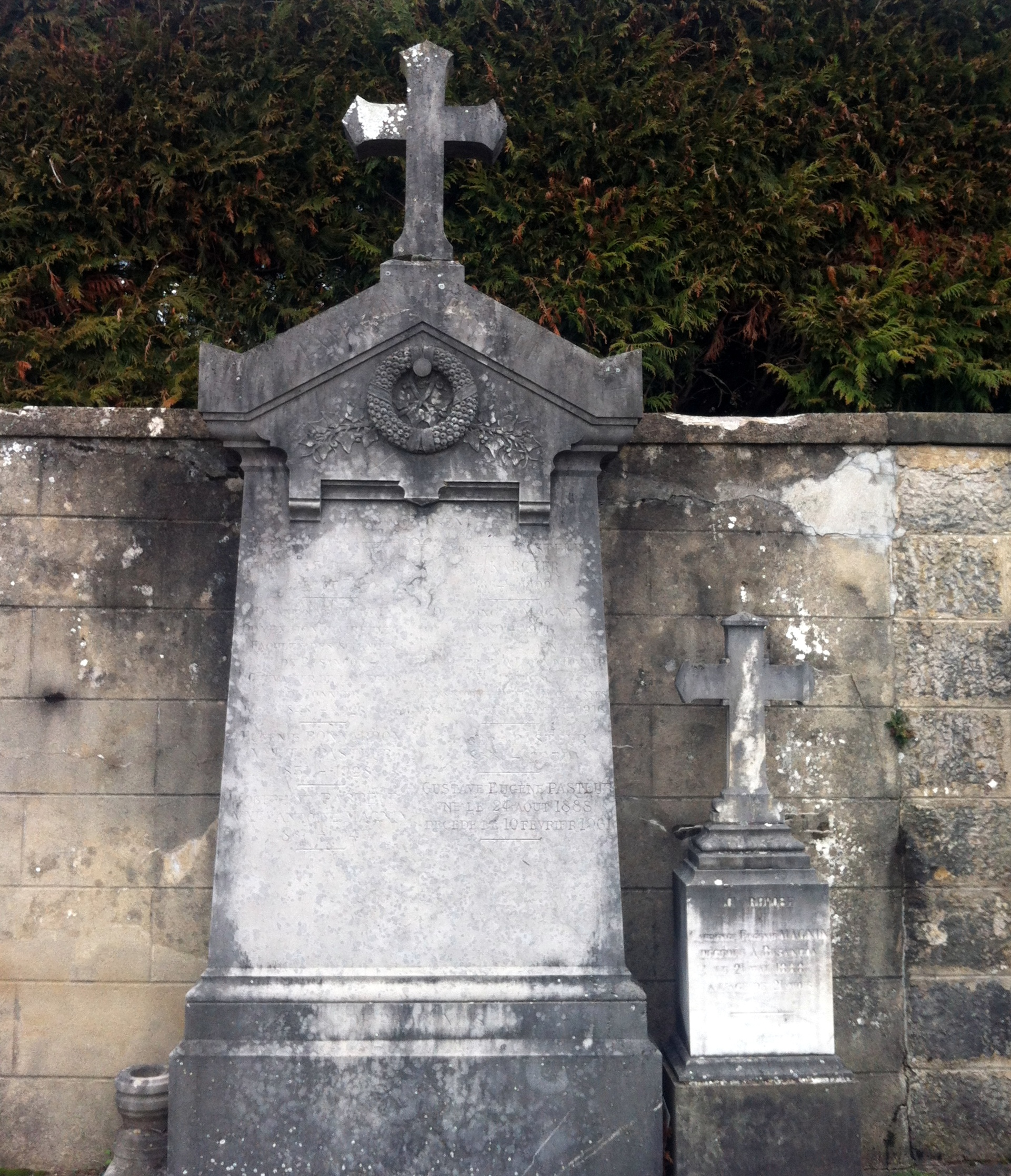
Tombe d'Antoine Magnin.
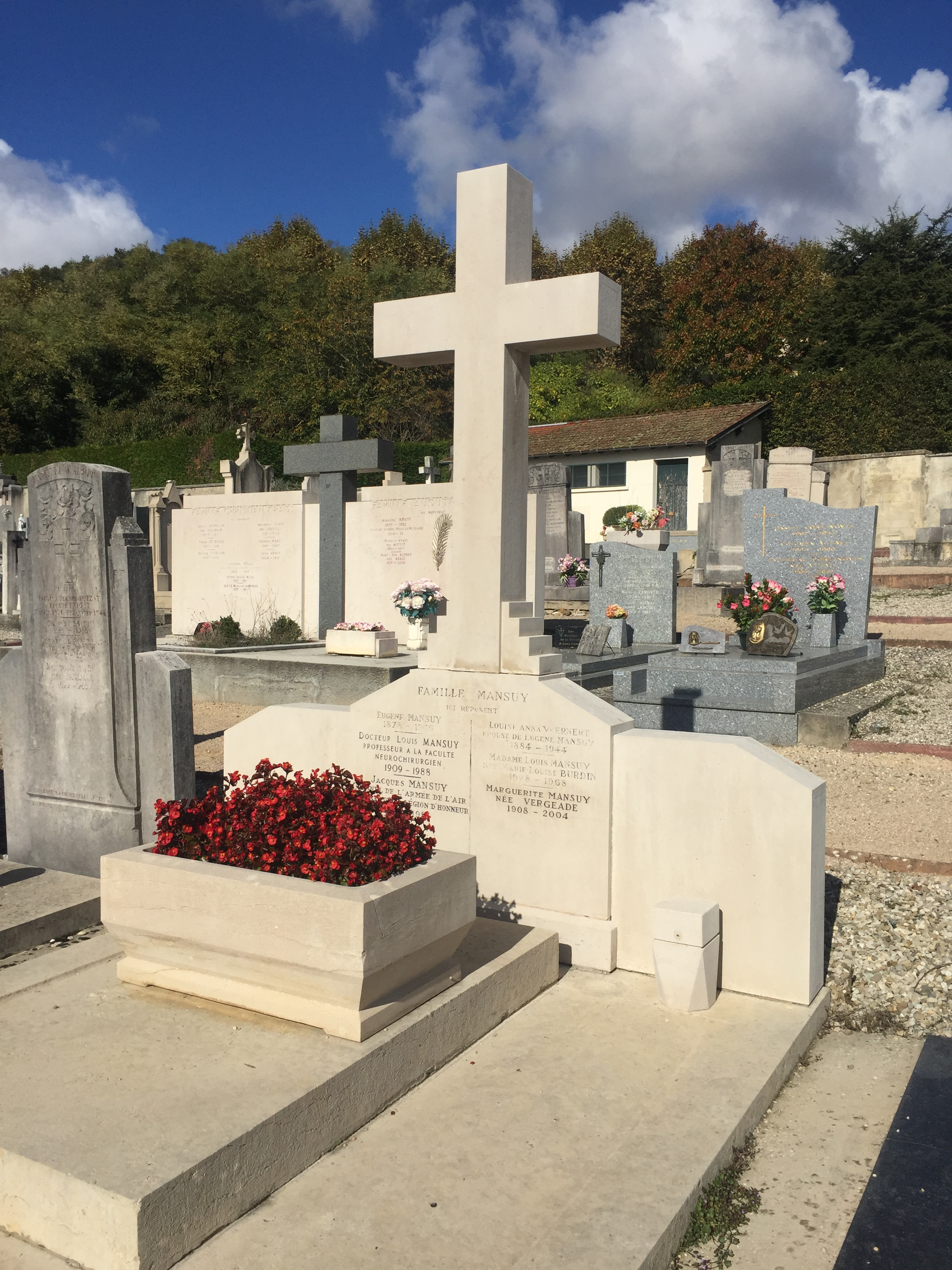
Tombe de Louis Mansuy.

### Autres personnalités
- Claude Bréghot du Lut (1784-1849), homme de lettres.

- Étienne Vincent de Marniola (1781-1809), haut fonctionnaire français sous le Premier Empire.

- Christian Krass (1868-1957), artiste ébéniste et meublier.

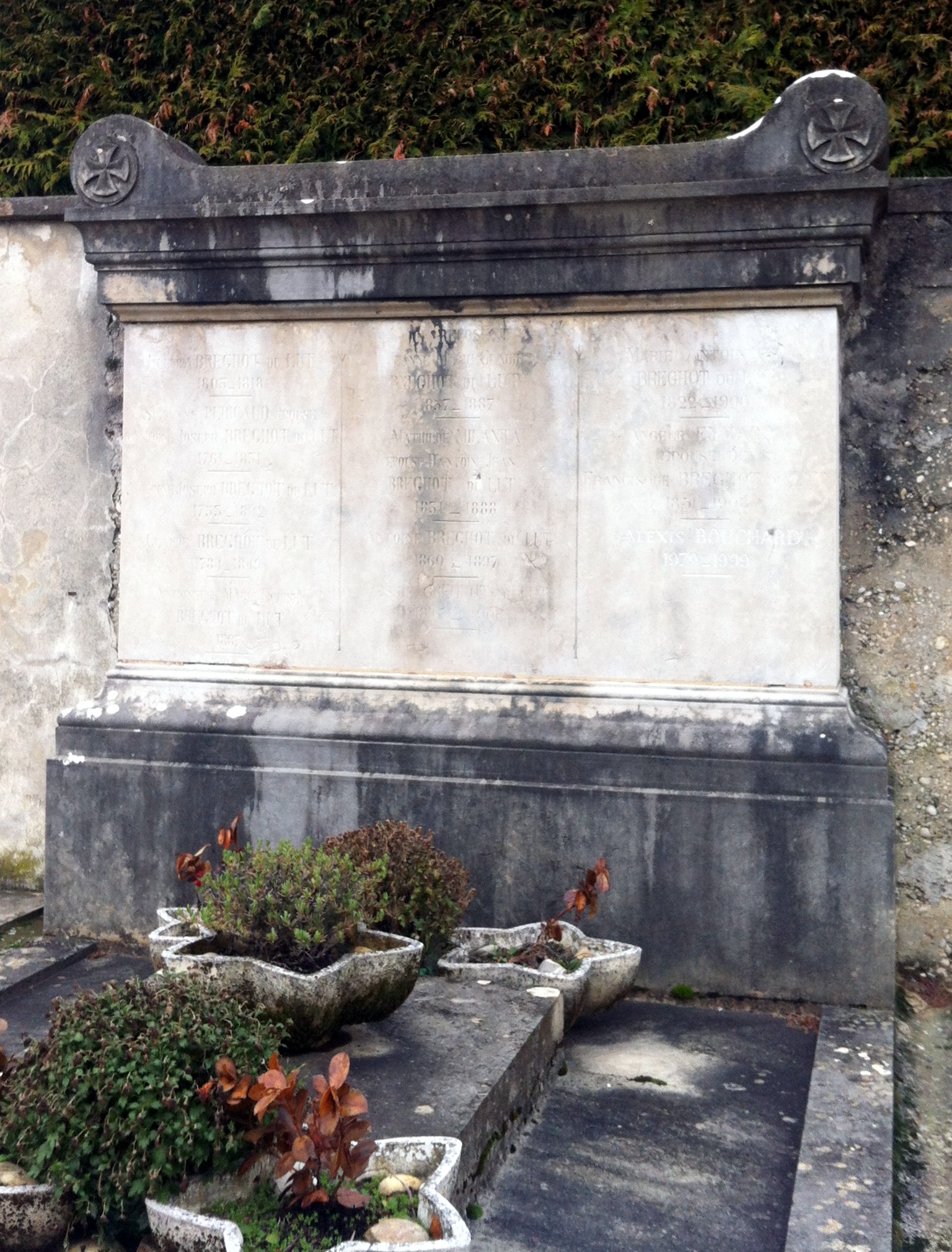
Tombe de Claude Bréghot du Lut.
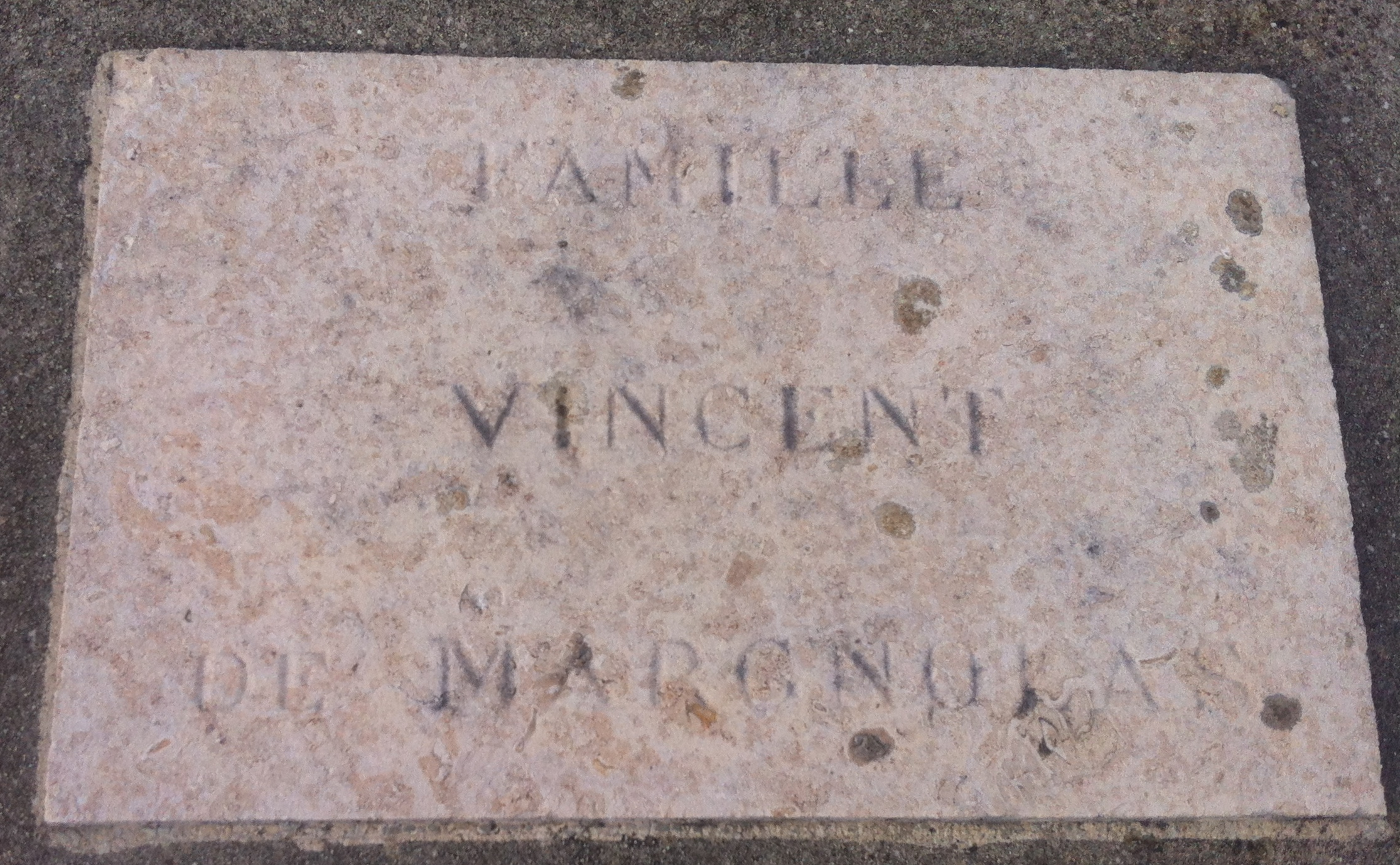
Plaque du caveau dans lequel est enterré Étienne Vincent-Marniola.
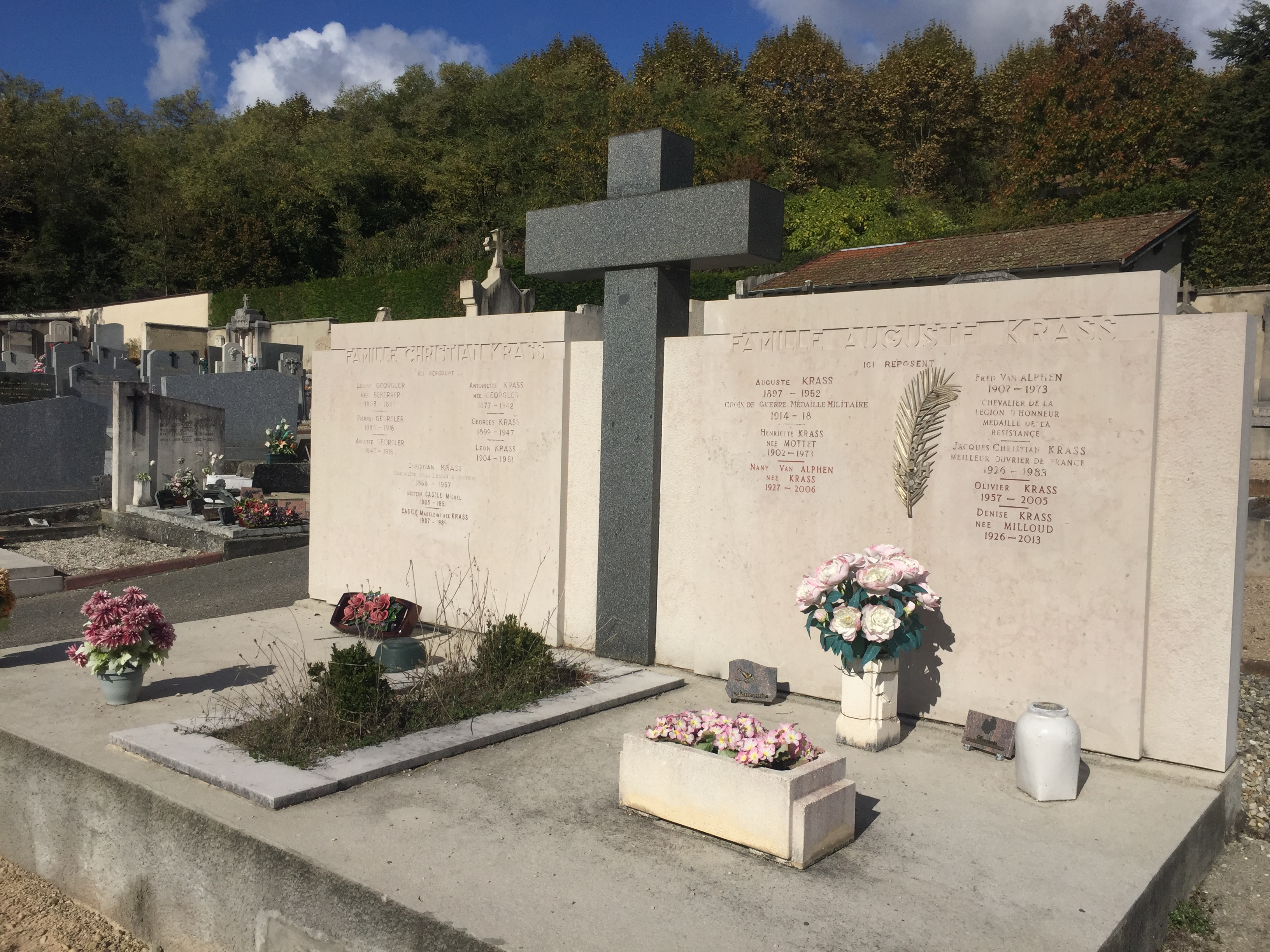
Tombe de Christian Krass.

### Personnalités locales
- Le chanoine Jean-Baptiste Martin (d) (1875-1936), curé de Beynost de 1913 à 1936, également géologue.
- Les maires André (entre autres) :
  - Claude André (d) (1789-1866), maire de Beynost de 1832 à 1843,
  - Claude André (d)  (1815-1903), maire de Beynost de 1872 à 1878 puis de 1884 à 1888 (par ailleurs fils du précédent),
  - Jean-Marius André (d) (1860-1931), maire de Beynost de 1888 à 1931 (par ailleurs fils du précédent),
  - Claudius André (d) (1891-1945), maire de Beynost de 1932 à 1944 (par ailleurs fils du précédent).
- Barthélémy Delorme (d), maire de Beynost de 1845 à 1848 puis de 1855 à 1872.
- Antonin Delorme (d) (1836-1906), maire de Dagneux et conseiller général du canton de Montluel.
- Gabriel Chardon (d) (1901-1989), président de la fanfare l'Espérance de Beynost (une voie de Beynost porte son nom).
- Jean Festas (d) (1938-1958), mort pour la France en Algérie (une voie de Beynost porte son nom).

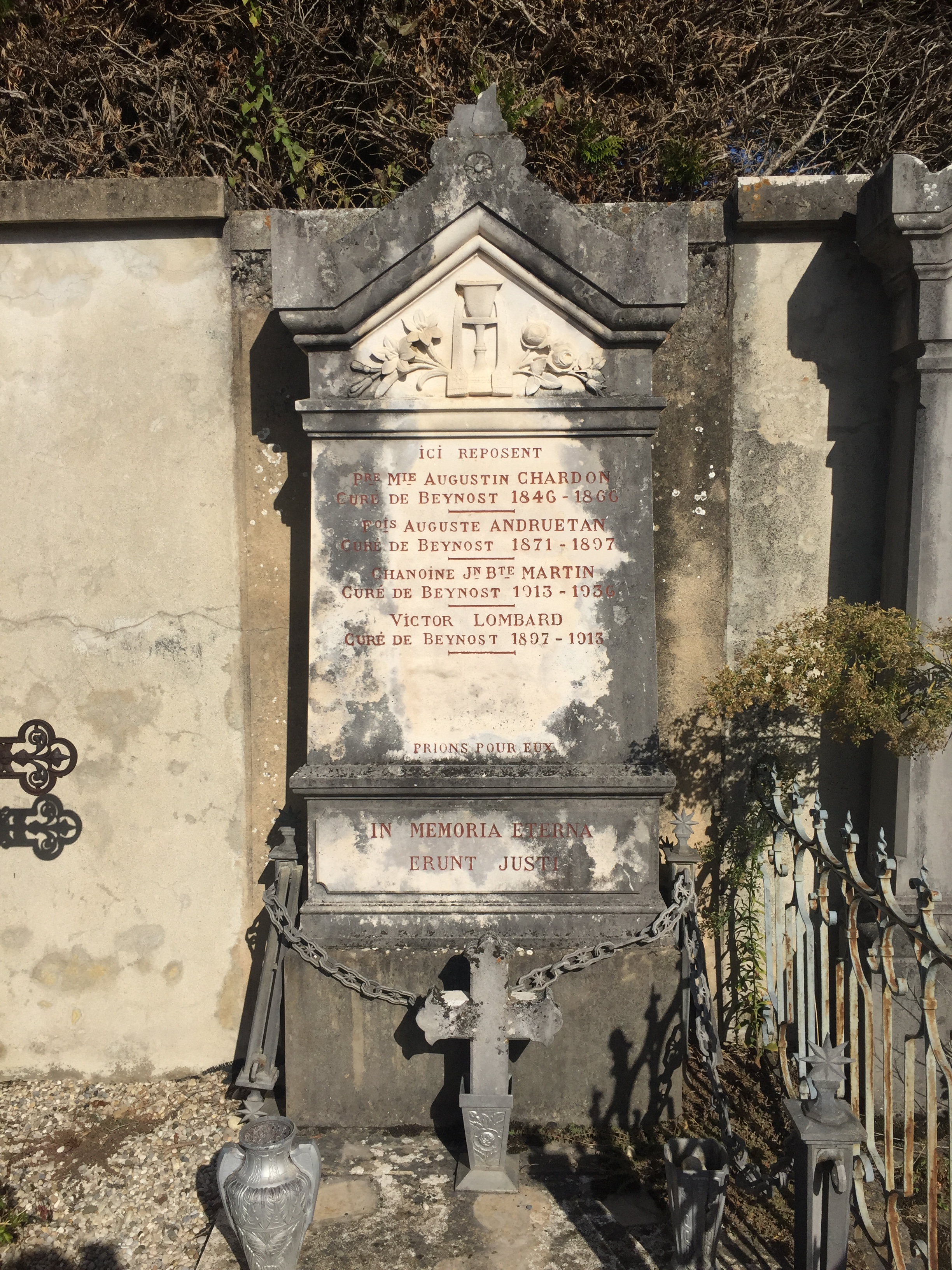
Tombe de Jean-Baptiste Martin.
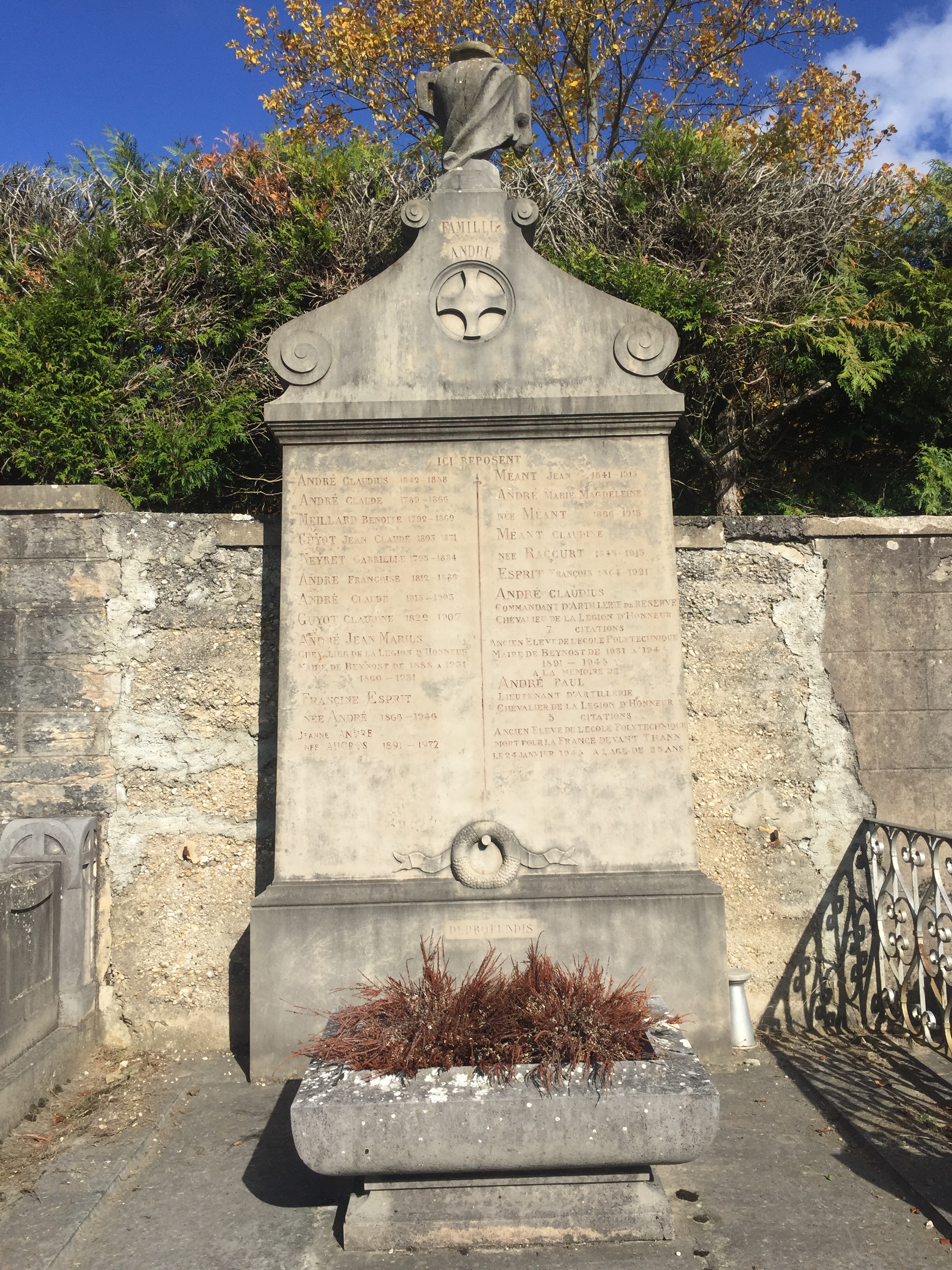
Tombe des maires Andrés (Claude, Claude, Jean-Marius et Claudius).
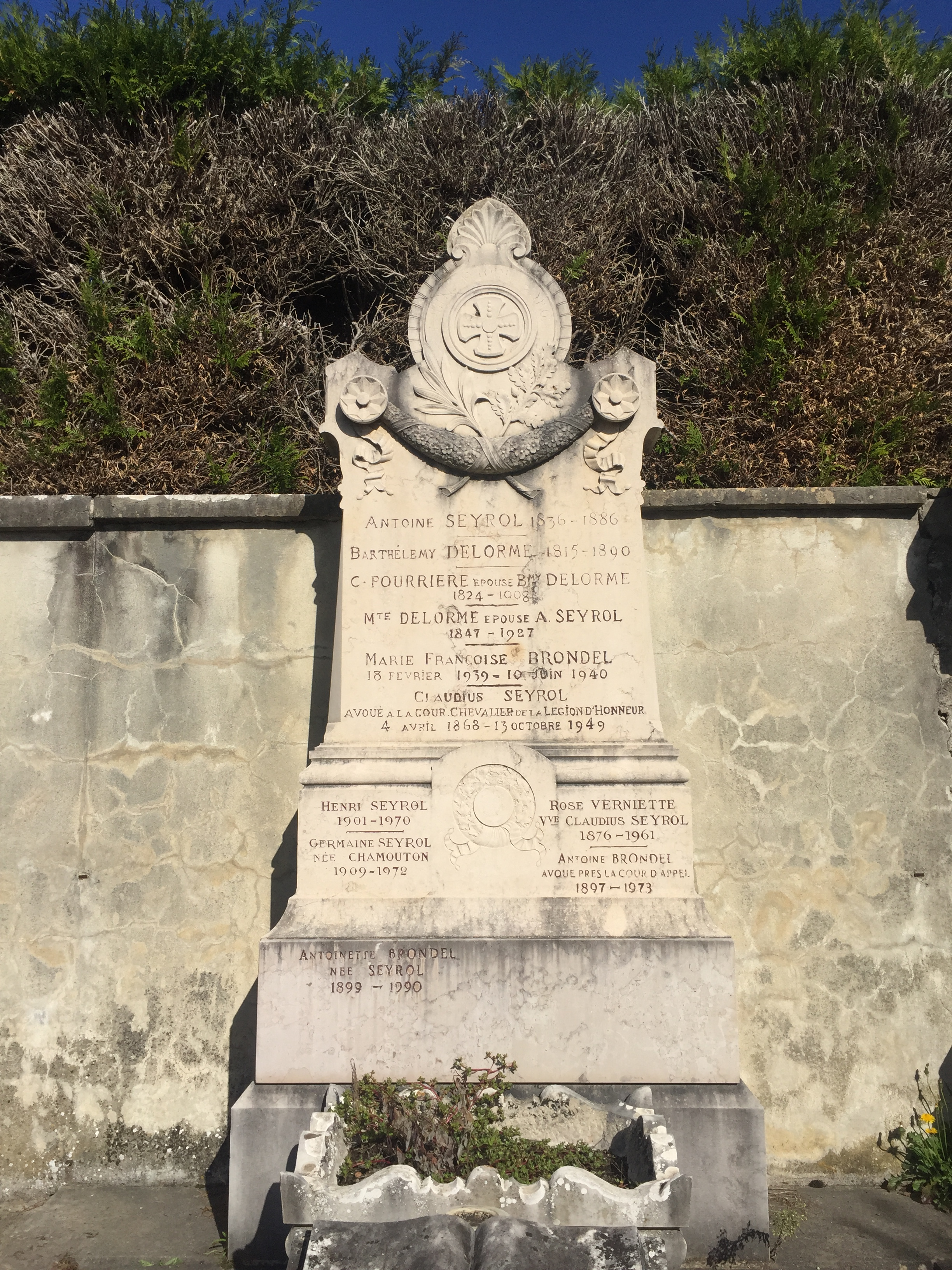
Tombe de Barthélémy Delorme.
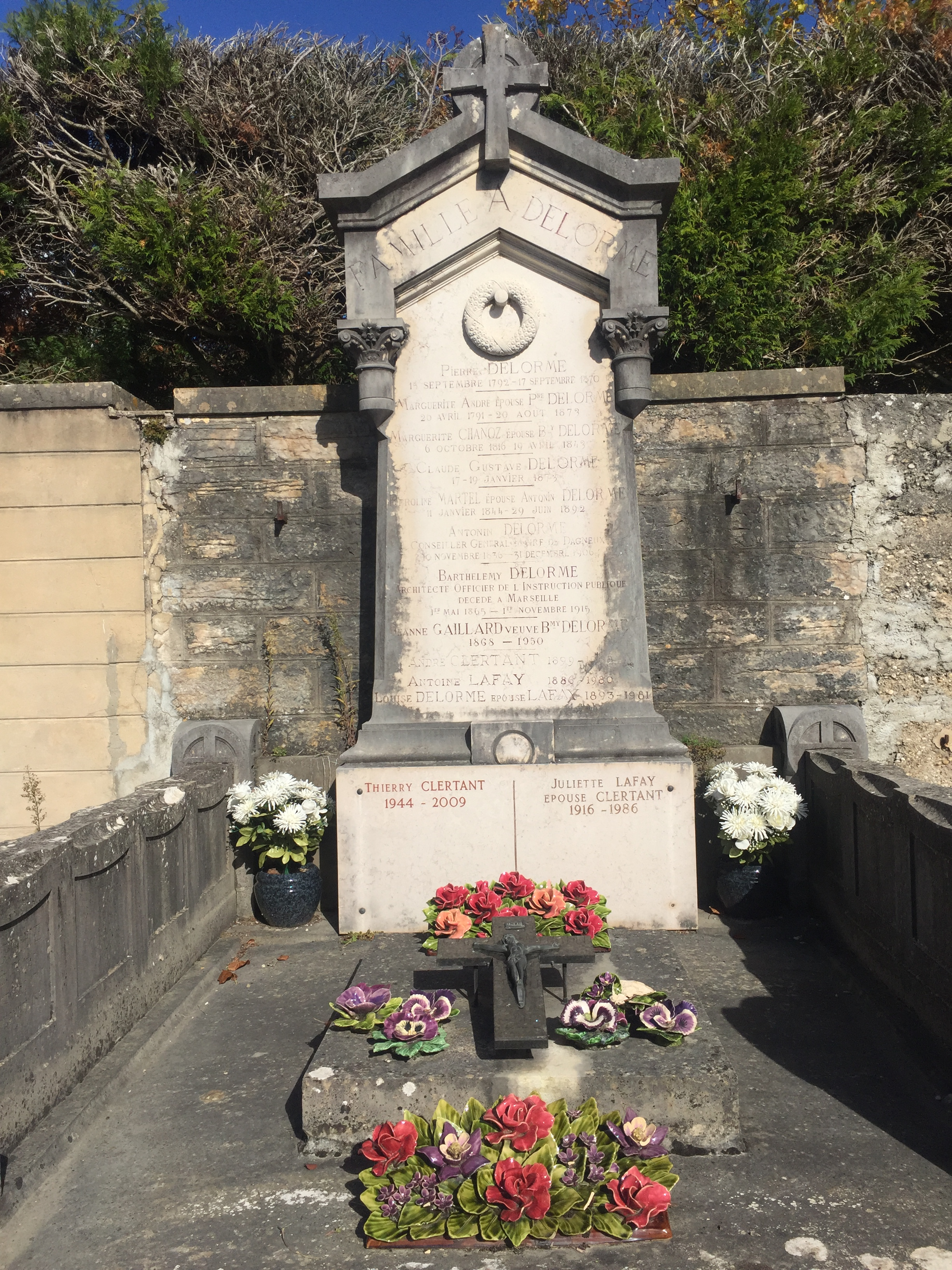
Tombe d'Antonin Delorme.
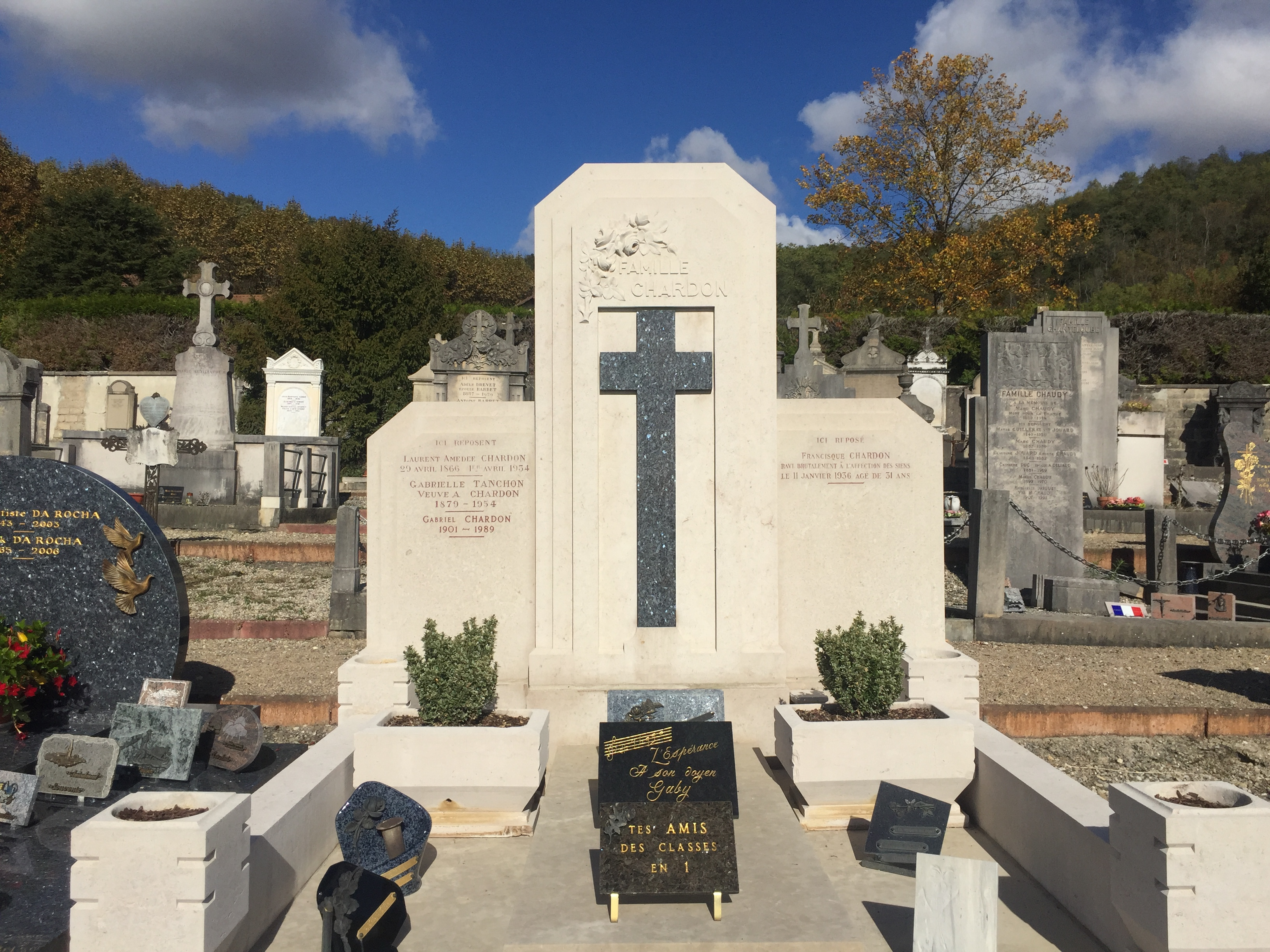
Tombe de Gabriel Chardon.
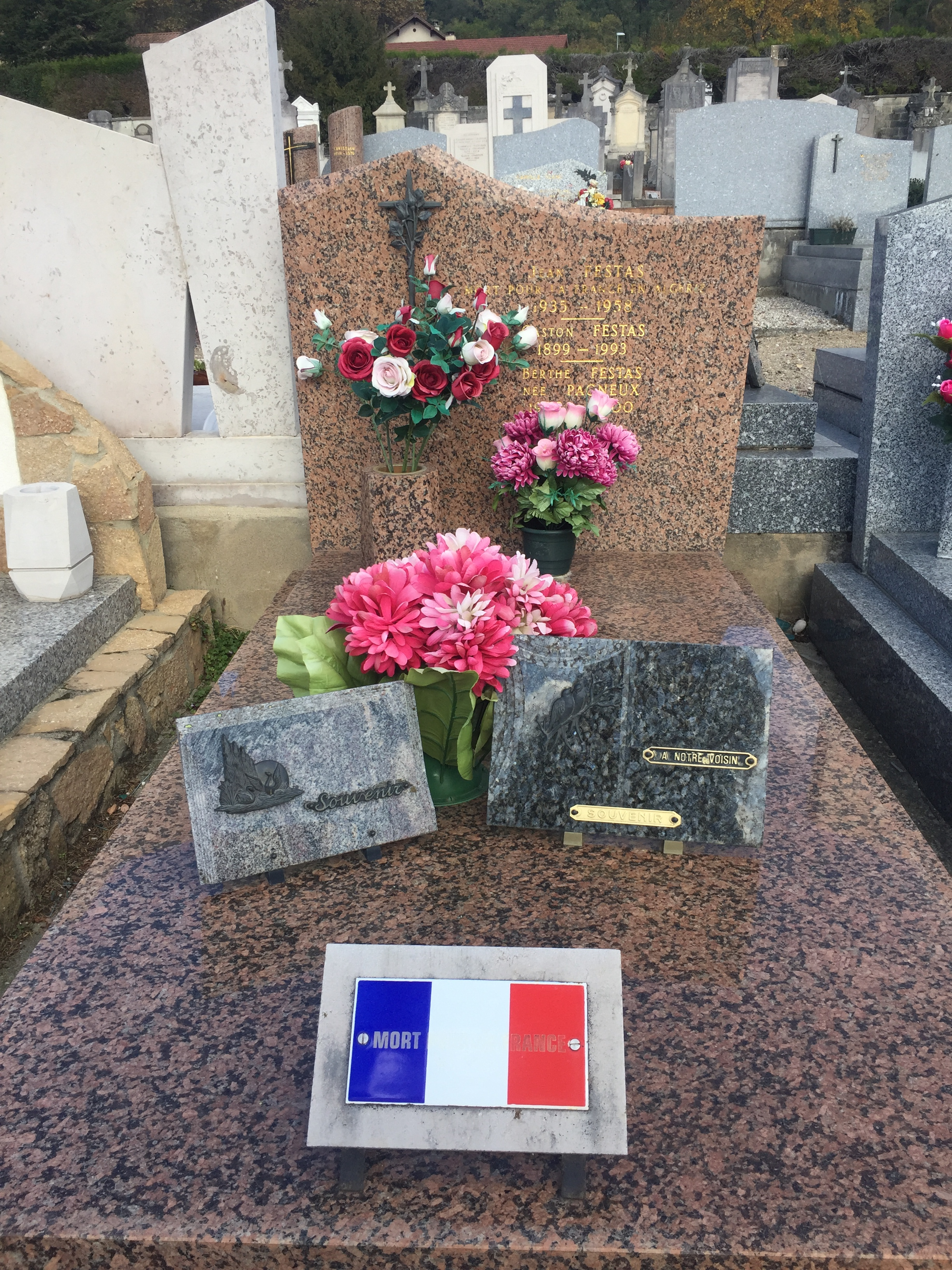
Tombe de Jean Festas.